# Peleteria aralica
Peleteria aralica är en tvåvingeart som beskrevs av Smirnov 1922. Peleteria aralica ingår i släktet Peleteria och familjen parasitflugor. Inga underarter finns listade i Catalogue of Life.